# Sisteplant
Sisteplant es una empresa multinacional española de automatización y digitalización de procesos industriales. Fundada en Vizcaya en 1984 tiene su sede en Madrid y oficinas en Bilbao, Madrid, Barcelona, Sevilla, Pontevedra, Valencia,  Brasil y México.

## Historia
La empresa fue fundada en 1984 por el ingeniero industrial Javier Borda con la idea de mejorar los procesos productivos de las empresas industriales. En sus inicios y hasta mediados de los 90 la empresa estuvo implicada en la transformación tecnológica y optimización de las industrias vascas de la automoción, las acerías y el sector naval con la introducción de las tecnologías de la información y sistemas informáticos de mantenimiento. Lo que también se llevó a otras regiones de España y a otros sectores empresariales, entre ellos el energético, el agroalimentario, el aeroespacial y la administración pública.
A mediados de los 90 pasaron de la industria de fabricación en masa a sectores con fabricación de serie corta o unitaria, altamente tecnológicos, como el sector aeronáutico; y a comenzar su expansión internacional de la mano de las empresas españolas del Ibex, abriendo delegaciones en México (Santiago de Querétaro), Brasil (São Paulo) y China (Xuhui, distrito de Shanghái).
La compañía ha desarrollado proyectos en los sectores de automoción, aeroespacial, energético, alimentación, farmacéutico, administraciones públicas, logístico y de infraestructuras, a nivel nacional e internacional.

## Servicios
En sus orígenes, además de las soluciones digitales, la compañía impulsaba mejoras de productividad mediante la puesta en marcha del lean manufacturing, método de origen japonés encaminado a la eficiencia mediante la organización del personal, la reducción de los tiempos de espera, sobrecostes y defectos de producción y la implantación de una cultura del trabajo basada en la implicación de todas las personas.
A partir de 2007 desarrollaron el modelo Tecnoiplant, hoja de ruta tecnológica, digital y organizativa hacia la fábrica del futuro. La empresa ofrece soluciones integrales mediante la aplicación de sistemas de software propios registrados (Prisma, Captor, Promind e Itracker). En 2022 incorporó herramientas de inteligencia artificial a su plataforma digital, integrando todos los sistemas en una plataforma denominada Manufacturing Intelligence.

## Innovación y Desarrollo
Desde sus inicios la compañía dedicó el 20% de su facturación al desarrollo de proyectos de I+D+i en colaboración con el gobierno vasco, universidades y centros de investigación.
Entre otros, ha participado con Tecnalia en desarrollos tecnológicos innovadores para la fabricación de láminas continuas de CNT (nanotubos de carbono entrelazados) para la industria aeronáutica y naval. También ha participado en el diseño de las instalaciones donde se realiza la integración y ensamblaje de las cápsulas del tren ultrarápido HyperloopTT.
Desde (1988) Sisteplant reconoce el mérito profesional y de las organizaciones mediante los Premios a la Excelencia. En 2022 se celebró la trigesimocuarta edición.

## Administración y organización
Sisteplant es una empresa  familiar, cuyo capital está en manos de su presidente y fundador, Javier Borda. Por su accionariado pasaron el fondo de capital riesgo Talde, la corporación IBV y otros socios directivos que más adelante se retiraron.

## Premios y reconocimientos
- Premio nacional de ingeniería industrial a la empresa más innovadora por el Consejo General de Colegios Oficiales de Ingenieros Industriales (CGCOII)- 2019.[18]

- Reconocida con el premio a las 100 mejores ideas por Actualidad económica en 2018,[19] 2019,[20] y 2020.[21]
- Reconocida por Actualidad Económica entre las 100 mejores empresas para trabajar en España: 2018,[22] 2022,[23] y 2023.[24]